# آپر پراویدنس تاونشیپ (شهرستان دلاویر، پنسیلوانیا)
آپر پراویدنس تاونشیپ (به انگلیسی: Upper Providence Township) یک منطقهٔ مسکونی در ایالات متحده آمریکا است که در شهرستان دلاویر، پنسیلوانیا واقع شده‌است. آپر پراویدنس تاونشیپ ۱۵٫۰۵ کیلومتر مربع مساحت و ۱۰٬۱۴۲ نفر جمعیت دارد و ۱۰۰٫۵۹ متر بالاتر از سطح دریا واقع شده‌است.